# نزالات السوبر بي إف إل: معركة العمالقة
نزالات السوبر بي إف إل: معركة العمالقة (بالإنجليزية: PFL Super Fights: Battle of the Giants) هو حدث لفنون القتال المختلطة نظمته بي إف إل، وزُقيم في 19 أكتوبر 2024، على الميادين في الرياض، السعودية.

## الخلفية
ستكون هذه الزيارة الخامسة للمنظمة إلى الرياض والأولى منذ بي إف إل مينا 3 (2024) في سبتمبر 2024.
من المتوقع أن يتصدر الحدث نزال لقب الوزن الثقيل بين بطولة يو إف سي للوزن الثقيل السابق فرانسيس نغانو وبطل بي إف إل للوزن الثقيل لعام 2023 رينان فيريرا.
من المتوقع أن يُقام نزال على لقب وزن الريشة للسيدات بين بطلة وزن الريشة للسيدات في بيلاتور (والتي كانت أيضًا بطلة وزن الريشة للسيدات في بطولة إنفيكتا للقتال وسترايك فورس ويو إف سي) كريس سايبورغ والفائزة ببطولة الوزن الخفيف للسيدات في بي إف إل للملاكمة عام 2022 وبطولة وزن الريشة عام 2023 لاريسا باتشيكو في الحدث.
من المقرر أن يُقام نزال إعادة على لقب بطولة بيلاتور للوزن المتوسط بين البطل جوني إبلين وفابيان إدواردز في هذا الحدث. التقى الثنائي سابقًا في حدث بيلاتور 299 في سبتمبر 2023، وفاز إبلين بالضربة القاضية في الجولة الثالثة. كان من المقرر سابقًا أن يلتقي الثنائي في حدث سلسلة بيلاتور تشامبيونز الخامسة، ولكن تم إعادة جدولة النزال إلى هذا الحدث.
سيُقام بالحدث نزال في وزن الديك بين بطل بيلاتور المؤقت السابق لوزن الديك راوفيون ستوتس وماركوس برينو في الحدث. كان من المقرر مسبقًا أن يلتقيا في سلسلة بيلاتور تشامبيونز الرابعة، لكن النزال أُزيل من الحدث لأسباب غير معروفة.

## بطاقة القتال
1. ↑  على لقب بطولة بي إف إل سوبر فايت للوزن الثقيل.
2. ↑  على لقب بطولة بي إف إل سوبر فايت لوزن الريشة للسيدات.
3. ↑  على لقب بطولة بيلاتور للوزن المتوسط.